# Попова, Валентина (легкоатлетка)
Валенти́на Попо́ва (род. 18 августа 1945, Армавир, Краснодарский край) — советская легкоатлетка, специалистка по метанию копья. Выступала за сборную СССР по лёгкой атлетике в 1960-х годах, обладательница бронзовых медалей чемпионата Европы и Всемирной Универсиады, многократная призёрка первенств всесоюзного значения. Представляла Москву и спортивное общество «Буревестник».

## Биография
Валентина Попова родилась 18 августа 1945 года в Армавире, Краснодарский край. Впоследствии переехала на постоянное жительство в Москву.
Начала заниматься лёгкой атлетикой в 1960 году, выступала за добровольные спортивные общества «Спартак» (Армавир) и «Буревестник» (Москва).
Впервые заявила о себе на всесоюзном уровне в сезоне 1964 года, когда на чемпионате СССР в Киеве выиграла в метании копья бронзовую медаль. В составе советской сборной принимала участие в Европейских юниорских легкоатлетических играх в Варшаве, где получила серебро, уступив только румынке Михаэле Пенеш.
В 1965 году одержала победу в матчевой встрече со сборной США в Киеве, взяла бронзу на Всемирной Универсиаде в Будапеште, стала серебряной призёркой на чемпионате СССР в Алма-Ате.
В 1966 году получила серебро на чемпионате СССР в Днепропетровске, удостоилась бронзовой награды на чемпионате Европы в Будапеште.
В 1967 году заняла второе место в матчевой встрече со сборной Польши в Хожуве.